# Falco naumanni
El cernícalo primilla (Falco naumanni) es una especie de ave falconiforme de la familia Falconidae que se extendía por casi la totalidad de la península ibérica, sur de Francia, sur de Italia, los Balcanes y desde el mar Caspio y Anatolia por gran parte de Asia, también se encuentra en el norte de África desde Marruecos hasta Egipto. No se conocen subespecies.
De 100 000 parejas en España a finales del siglo XIX se pasó a unas 5 000 en el siglo XX, por lo que el cernícalo primilla fue catalogado como especie en peligro de extinción por la legislación nacional. Actualmente, debido a su protección y a la colocación de nidales artificiales, este pequeño halcón ha mejorado su población en España. Por ello, en 2011 fue excluido de las categorías de extinción del nuevo listado de especies amenazadas.

## Características
El cernícalo primilla es algo más pequeño que el cernícalo común (F. tinnunculus) con el que se confunde a los ojos inexpertos: una longitud de 30-35 cm y envergadura de 60 a 67 cm con un peso de entre 120 y 145 g, todo ello en edad adulta. 
En plumaje adulto los machos tienen la cabeza gris azulada, el dorso y partes superiores de las alas marrón rojizo sin las manchas negras que caracterizan a su pariente el cernícalo vulgar (F. tinnunculus) Además, en la parte superior de las alas, los machos del cernícalo primilla muestran una extensión de gris azulado variable en las coberteras grandes y medianas, teniendo la cola y el obispillo gris azulado sin barreado alguno, la cola, eso sí, con una ancha banda subterminal negra y una terminal clara y más fina. Los extremos de las alas, vistas desde arriba (primarias) son negras. Las partes inferiores (pecho y vientre) son de color ocre-crema claro (a veces con un ligero tinte rojizo), con manchas negras (muy finas y casi ausentes en algunos individuos, gruesas en otros) y la parte inferior de las alas es muy clara, muy poco densamente moteada de negro en las infracoberteras, y casi sin barreado apreciable en las plumas de vuelo, muy claras, casi blancas. En el borde inferior de las alas se observa una banda oscura difusa, especialmente visible en los extremos de las alas.
Las hembras tienen la cabeza marrón castaño densamente rayada longitudinalmente de negro. Las partes superiores del mismo marrón castaño barreadas, transversalmente o en forma de "galones", de negro (el grosor del barreado es variable, mayor en unos ejemplares que en otros) Los extremos de las alas, vistos desde arriba, son negros (primarias) La cola del mismo color castaño barreada de negro (el barreado es de grosor variable), el obispillo es de color castaño aunque en algunos ejemplares es grisáceo. El pecho y vientre es de color ocráceo castaño claro densamente moteado y rayado de negro. La parte inferior de las alas muestra las infracoberteras del mismo color ocre claro manchadas de negro, y las plumas de vuelo muestran un barreado, ambos, manchado y barreado, mucho menos denso y abigarrado que en las hembras de cernícalo común o vulgar.
Los jóvenes de ambos sexos son semejantes a las hembras adultas, aunque el barreado de las partes superiores es más fino en los machos, y en algunos de estos la cola puede ser gris azulado con barreado muy tenue, cosa que nunca acontece en las hembras.
Es posible encontrar, en primavera y principios del verano, machos en primer año calendario que muestran caracteres intermedios entre el plumaje de adulto y el juvenil, especialmente en el dorso y en las partes superiores de las alas, donde conviven plumas barreadas juveniles con otras marrón rojizo sin manchas propias del adulto o, caso de las coberteras, mostrando ya el gris azulado típico del adulto, siendo variable la extensión de uno y otro plumaje (juvenil y adulto). Estos machos pueden ya llegar a reproducirse y, de hecho, es frecuente que lo hagan, en esa primavera de su primer año calendario, aunque a veces con cierto mayor retraso respecto a los restantes ejemplares adultos de la colonia en que viven.

## Historia natural

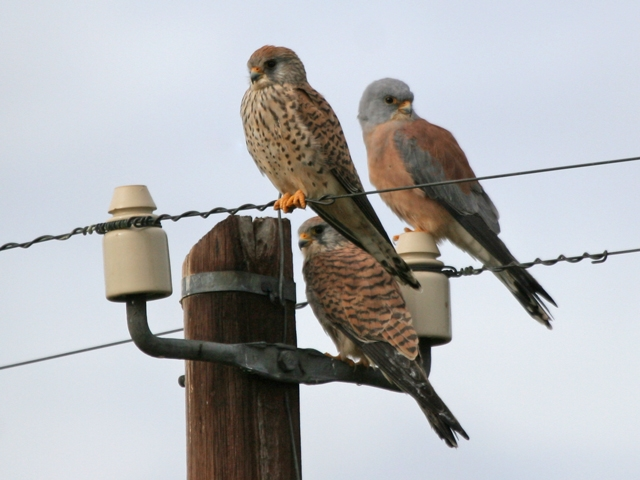

El cernícalo primilla se alimenta de presas vivas, principalmente de insectos, especialmente ortópteros, aunque también de pequeños roedores, mamíferos y aves. Acostumbran a cazar en zonas despejadas de vegetación, aprovecha postes de madera para escudriñar el suelo en busca de presas para caer sobre ellas rápidamente, también utiliza el método de caza conocido como "cernido" en el que se mantiene suspendido a pocos metros del suelo gracias a un rápido aleteo y al timón de su cola, estos dos elementos de su anatomía interactúan perfectamente para mantener la cabeza quieta en un punto y así poder localizar y calcular distancias a una presa.
Los cernícalos primilla son aves más coloniales que sus primos los cernícalos comunes por lo que suelen encontrarse en colonias, cuyo número de parejas es muy variable, desde dos o tres a más de cien. Crían en huecos de roca, edificios en ruina, etc. donde ponen entre dos y cinco huevos que eclosionan a los 28 días aproximadamente.
Es un ave migratoria que llega a Europa en primavera y se retira a África en otoño aunque una pequeña población de machos adultos puede permanecer en las zonas más meridionales de España durante el invierno. Los machos adultos llegan antes que las hembras a las colonias para disponerse a iniciar la reproducción.

## Turismo ornitológico
Cuenca de Campos cuenta con un observatorio del cernícalo primilla.
Almendralejo (Badajoz), cuenta con un observatorio del Cernícalo Primilla que anidan en la Torre de Los Almendros 

## Galería

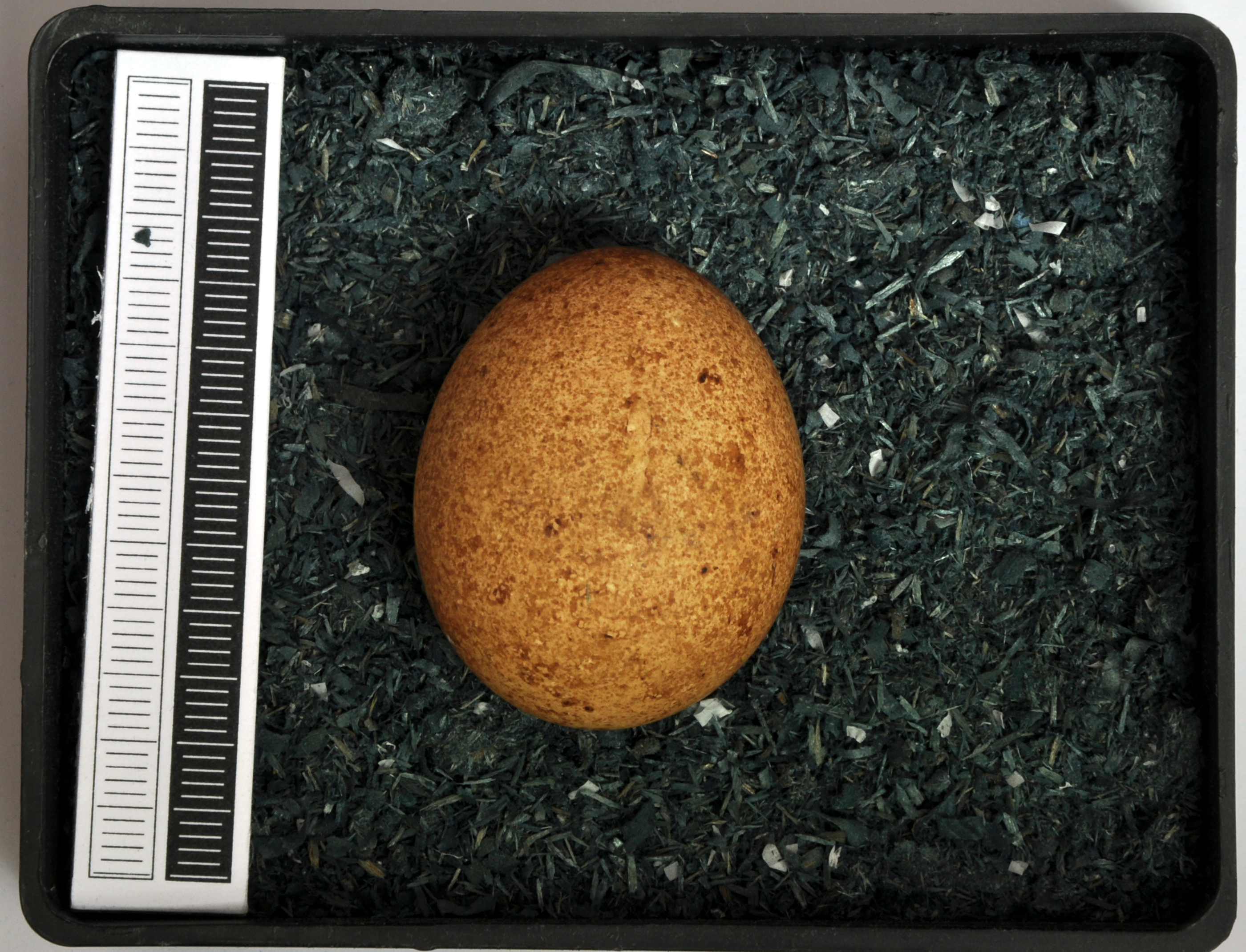
Huevo, colección del Museo Wiesbaden
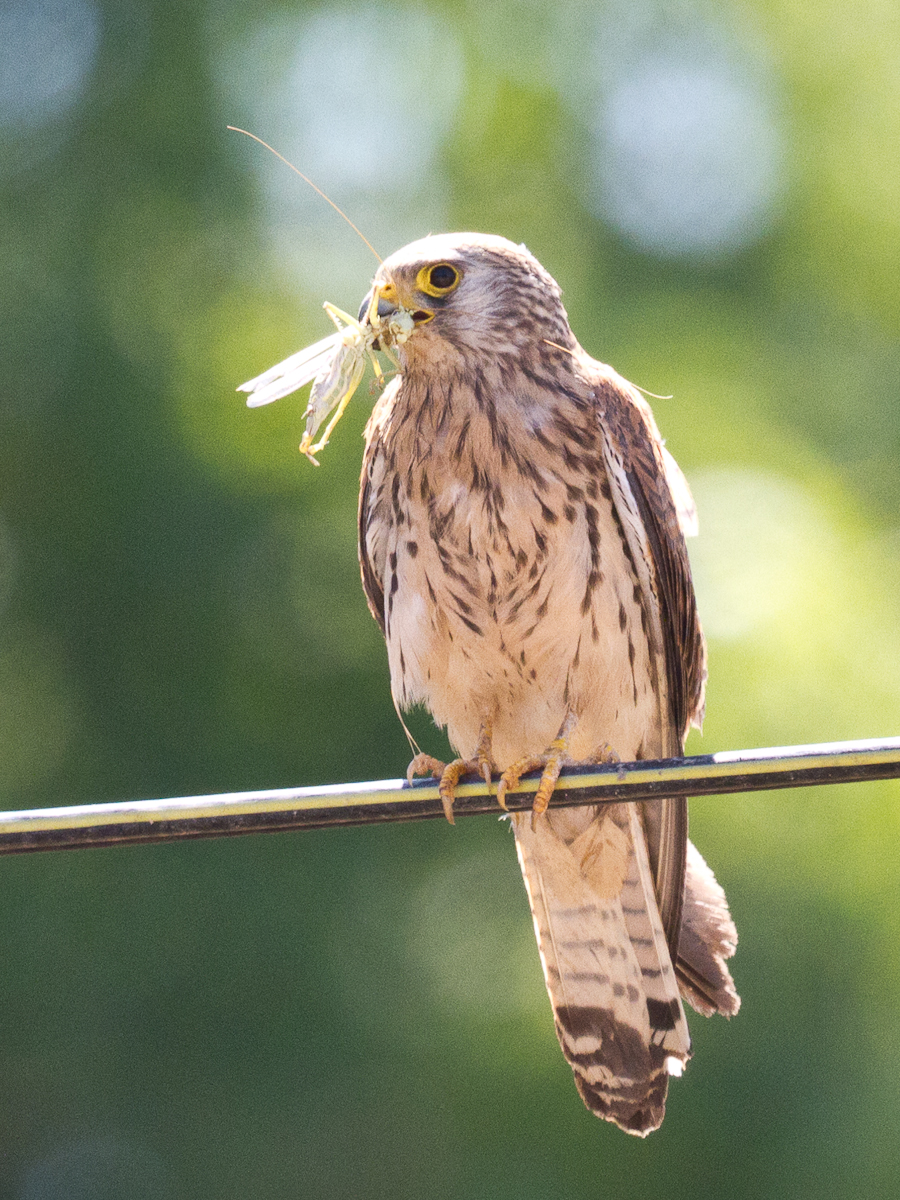
Cernícalo primilla comiendo un insecto.
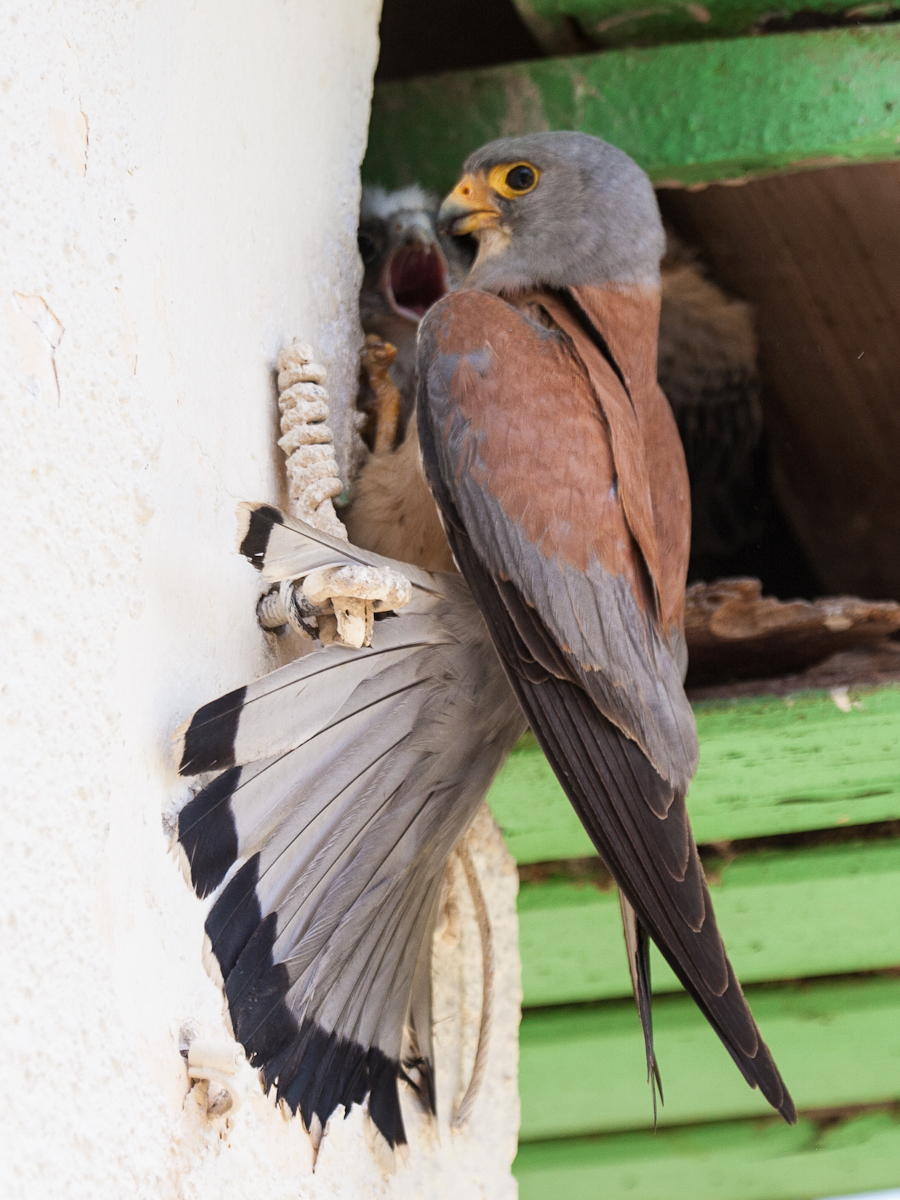
Polluelo Cernícalo primilla macho
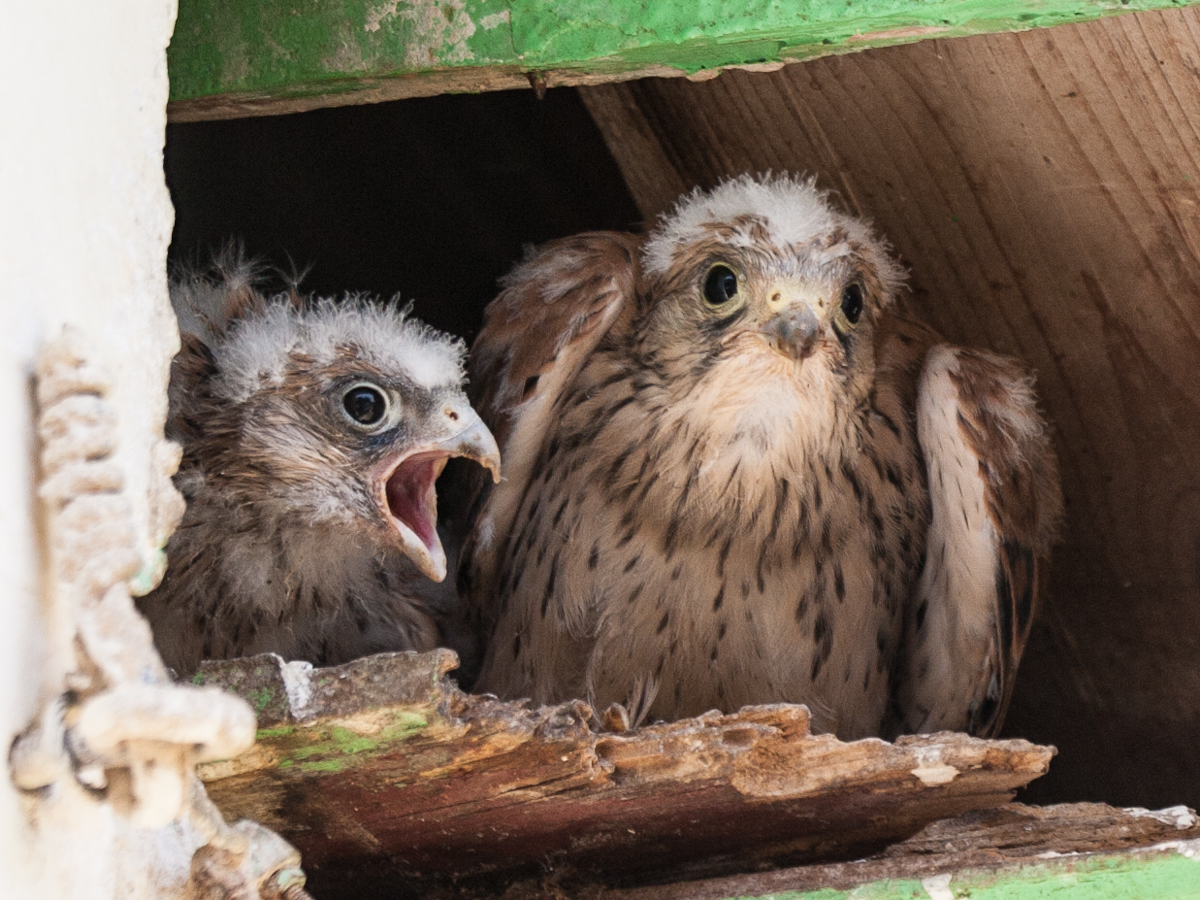
Polluelos.
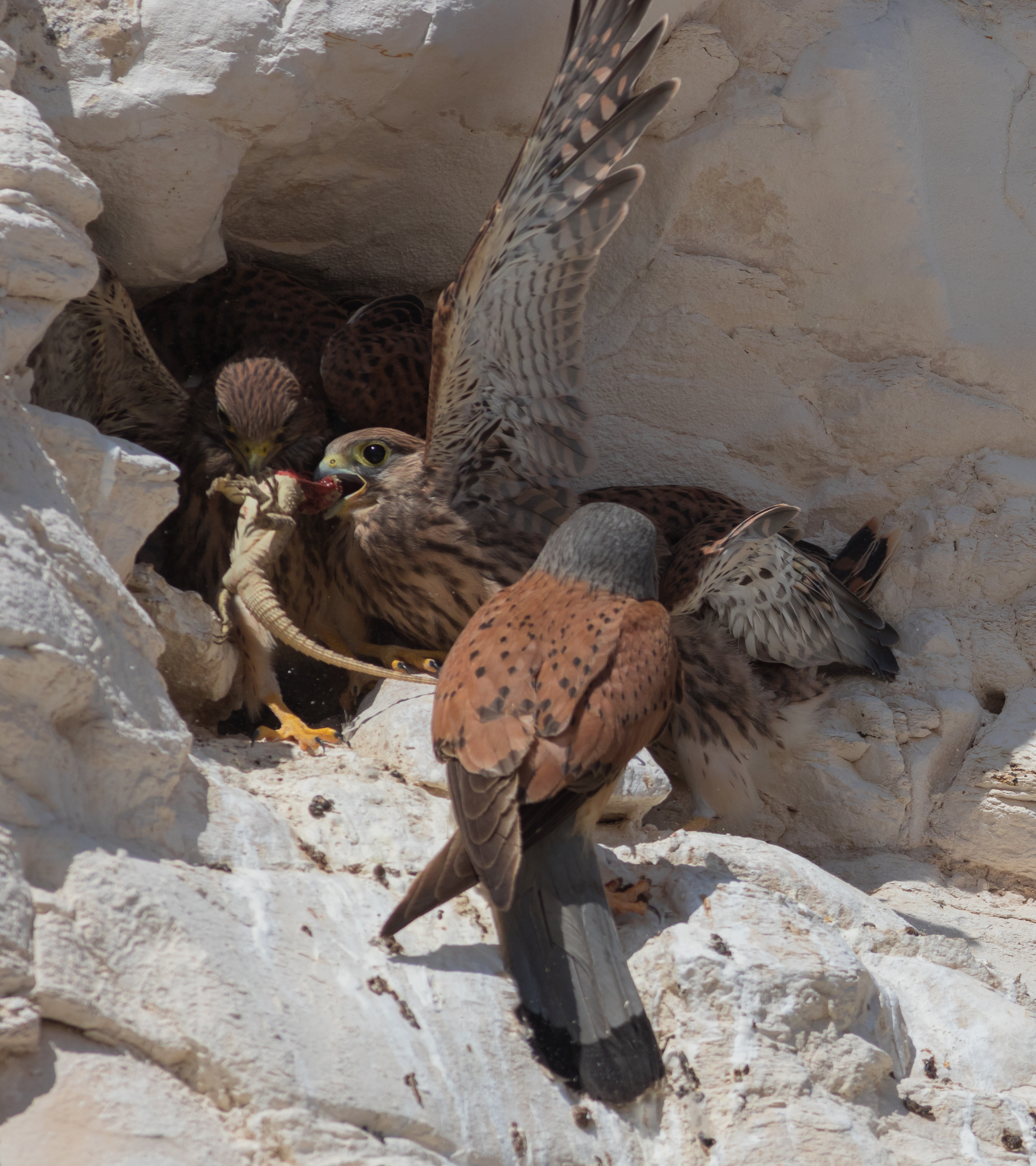
Polluelos de Cernícalo primilla comiendo un Stellagama stellio, desierto de Negev, Israel
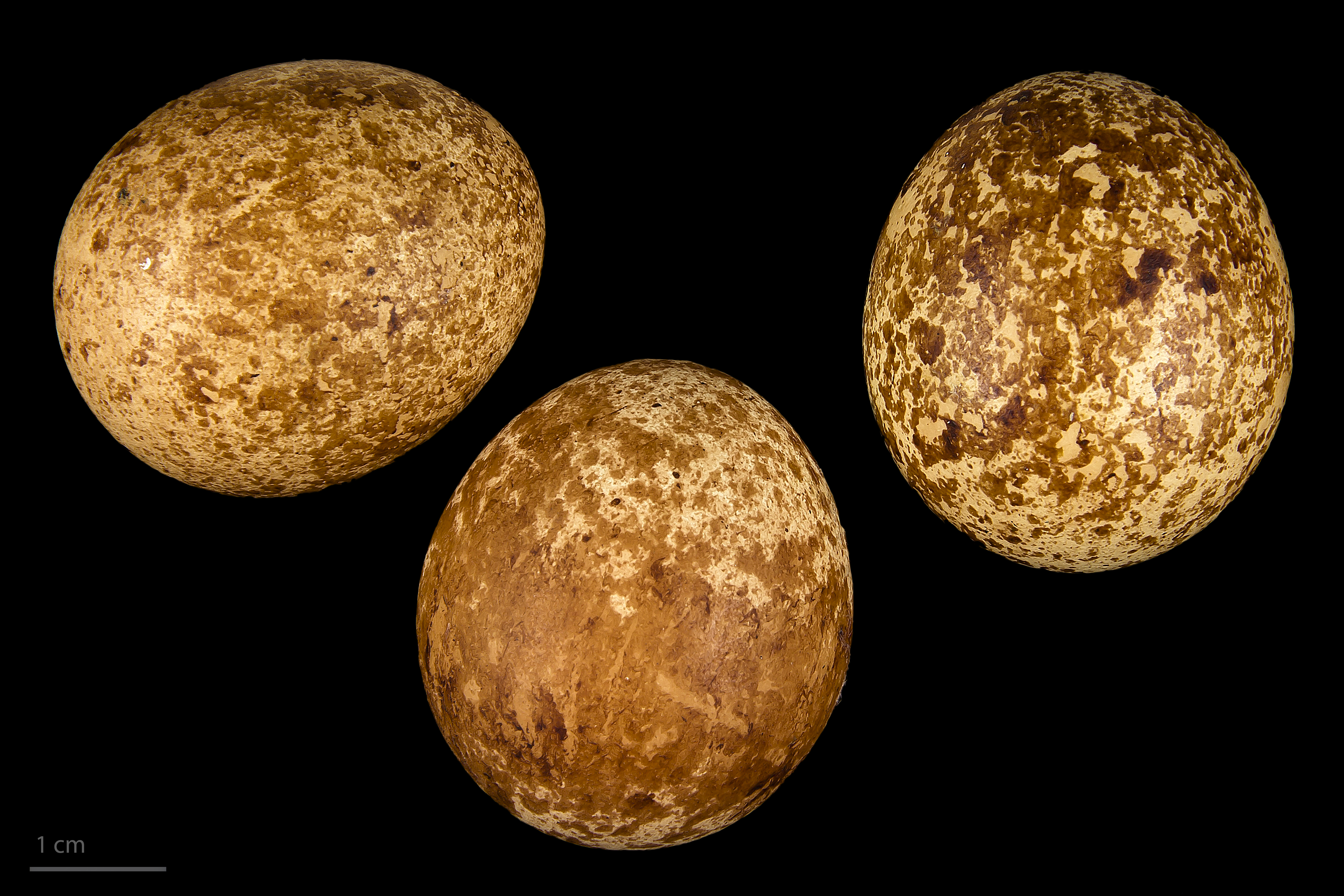
Huevos de Falco naumanni - MHNT